# Robert Guiard
Pour les articles homonymes, voir Guiard.
Robert Nicolas Jules Guiard, né le 5 février 1851 à Paris et mort le 16 février 1881 vers Ouargla, est un médecin et explorateur français. 

## Biographie
Guiard se fait connaître en soignant des blessés lors de la guerre de 1870. En 1876, il devient aide-major de première classe et s'engage en 1879 dans les Zouaves à Oran. Paul Flatters et Charles de Freycinet, en préparation d'une expédition dans le pays des Touaregs, lui demande de s'occuper du recrutement. Chef du service médical de l'expédition (1880), il forme un herbier et récolte aussi de nombreux insectes et des reptiles découverts dans le Sahara. 
Il périt avec tous ses compagnons, assassiné vers Ouargla par les Touaregs. 
Un cénotaphe à son nom se trouve au cimetière du Père-Lachaise (division 59).
Jules Verne, relatant l'événement, le mentionne avec Flatters dans son roman Mathias Sandorf (partie 5, chapitre IV).

## Publication
- 1874 : Considérations générales sur le rôle des êtres animés dans l'étiologie des maladies regardées comme parasitaires, thèse de doctorat